# کراسنودوبروفسکی
کراسنودوبروفسکی (به لاتین: Krasnodubrovsky) یک منطقهٔ مسکونی در روسیه است که در سرزمین آلتای واقع شده‌است.